# Charlie (Charlie Puth)
| Recensione           | Giudizio |
| -------------------- | -------- |
| The Line of Best Fit | 8/10     |

Charlie è il terzo album in studio del cantante statunitense Charlie Puth, pubblicato il 7 ottobre 2022 dall'Atlantic Records. 

## Antefatti
Dopo aver scartato quello che originariamente avrebbe dovuto essere il suo terzo album agli inizi del 2020, Puth ha deciso di prendersi una pausa per «ricalibrare» e ritrovare sé stesso. La produzione di Charlie è iniziata nel 2021, venendo ampiamente documentata dal cantante attraverso il suo account TikTok, portando alcuni brani contenuti nell'album a diventare virale come il singolo apripista Light Switch.

## Tracce
Testi e musiche di Charlie Puth e Jacob Kasher Hindlin, eccetto dove indicato.
1. That's Hilarious – 2:24
2. Charlie Be Quiet! – 2:08
3. Light Switch – 3:07 (Charlie Puth, Jacob Kasher Hindlin, Jake Torrey)
4. There's a First Time for Everything – 2:16
5. Smells Like Me – 3:24
6. Left and Right (feat. Jung Kook dei BTS) – 2:34
7. Loser – 3:24
8. When You're Sad I'm Sad – 2:54
9. Marks on My Neck – 2:18
10. Tears on My Piano – 3:01 (Charlie Puth, Jacob Kasher Hindlin, Jake Torrey)
11. I Don't Think That I Like Her – 3:08 (Blake Slatkin, Charlie Puth, Jacob Kasher Hindlin, Jake Torrey)
12. No More Drama – 2:20 (Charlie Puth, Jacob Kasher Hindlin, Jake Torrey)

## Classifiche
| Classifica (2022) | Posizione massima |
| ----------------- | ----------------- |
| Austria           | 55                |
| Australia         | 5                 |
| Belgio (Fiandre)  | 52                |
| Belgio (Vallonia) | 84                |
| Canada            | 7                 |
| Francia           | 77                |
| Germania          | 92                |
| Irlanda           | 37                |
| Nuova Zelanda     | 6                 |
| Paesi Bassi       | 21                |
| Regno Unito       | 9                 |
| Spagna            | 30                |
| Stati Uniti       | 10                |
| Svizzera          | 32                |